# Whitianga
Whitianga est la plus grande ville de baie de Mercury (en), sur la péninsule Coromandel de l'île du Nord de la Nouvelle-Zélande.

## Géographie
Whitianga est située sur la côte est de la péninsule Coromandel, dans la région du Waikato. Elle est à 208 km au nord d'Auckland.

## Histoire
Le site de Whitianga est habité depuis plus de mille ans, depuis l'an 950, date de l'arrivée de l'iwi de l'explorateur Maori Kupe. Le nom originel de la ville est Te Whitianga a Kupe, soit « le lieu de passage de Kupe ».
L'iwi Ngati Hei (en) nomme une baie, Te Whanganui-A-Hei, en l'honneur de son chef. Cette même baie sera renommée par James Cook lors de son arrivée en novembre 1769 pour y observer l'orbite de Mercure. Il nommera également une rivière de la baie de Whitianga River of Mangroves (rivière de mangroves). Le premier établissement européen se situa de l'autre côté de la rivière et durera de 1836 à 1881.
Whitianga fut longtemps un grand port de l'industrie forestière. On y trouva également des orpailleurs, des gum diggers, et des cultivateurs de phormium. Aujourd'hui il abrite de petites industries de pêche, d'agriculture et de tourisme.
Sa population a été de 3 768 lors du recensement de 2006, soit une augmentation de 690 personnes depuis 2001.